# Tachina subfasciata
Tachina subfasciata là một loài ruồi trong họ Tachinidae.